# Oklan
Oklan (en rus: Оклан) és un poble del krai de Kamtxatka, a Rússia, que el 2021 tenia 40 habitants. Pertany al districte de Kàmenskoie.